# Pelodrilus violaceus
Pelodrilus violaceus är en ringmaskart som beskrevs av Frank Evers Beddard 1891. Pelodrilus violaceus ingår i släktet Pelodrilus och familjen Haplotaxidae. Inga underarter finns listade i Catalogue of Life.